# Czeski Przekład Ekumeniczny
Czeski Przekład Ekumeniczny (cz. Český ekumenický překlad, w skrócie ČEP) – pierwszy ekumeniczny przekład Pisma Świętego na język czeski. Prace nad przekładem rozpoczęto w roku 1961. Pełny przekład ukazał się w roku 1979. W roku 1987 wydano jednotomowe wydanie zawierające księgi deuterokanoniczne. Przekład ten jest powszechnie uważany za czeski tekst standardowy.

## Historia
W latach 50. na łonie Ewangelickiego Kościoła Czeskobraterskiego powstał zamysł albo dokonania radykalnej rewizji Biblii kralickiej albo też dokonania nowego przekładu. W 1961 roku powstały dwa zespoły tłumaczy. Na początku roku grupa ośmiu duchownych Kościoła pod kierownictwem Miloša Biča (1910–2004), badacza Starego Testamentu, rozpoczęła pracę nad nowym tłumaczeniem Starego Testamentu, zaś jesienią tego roku pracę nad Nowym Testamentem pod kierownictwem Josefa Bohumila Součka, badacza Nowego Testamentu, rozpoczęła pracę grupa siedmiu duchownych Kościoła Czeskobraterskiego i biblista z Kościoła Czechosłowackiego, Jindřich Mánek. Wkrótce oba zespoły tłumaczy się powiększyły, a w ich składzie oprócz biblistów z pięciu innych Kościołów znaleźli się też bohemiści. Do tej grupy swoich tłumaczy oddelegował również większościowy Kościół rzymskokatolicki, co projektowi nadało charakter ekumeniczny. W roku 1972, po śmierci Josefa B. Součka, kierownictwo zespołu Nowego Testamentu przejął Jindřich Mánek (1912–1977). W roku 1977 zmarłego Mánka zastąpił następca Součka na Wydziale Teologii Ewangelickiej Petr Pokorný (ur. 1933).

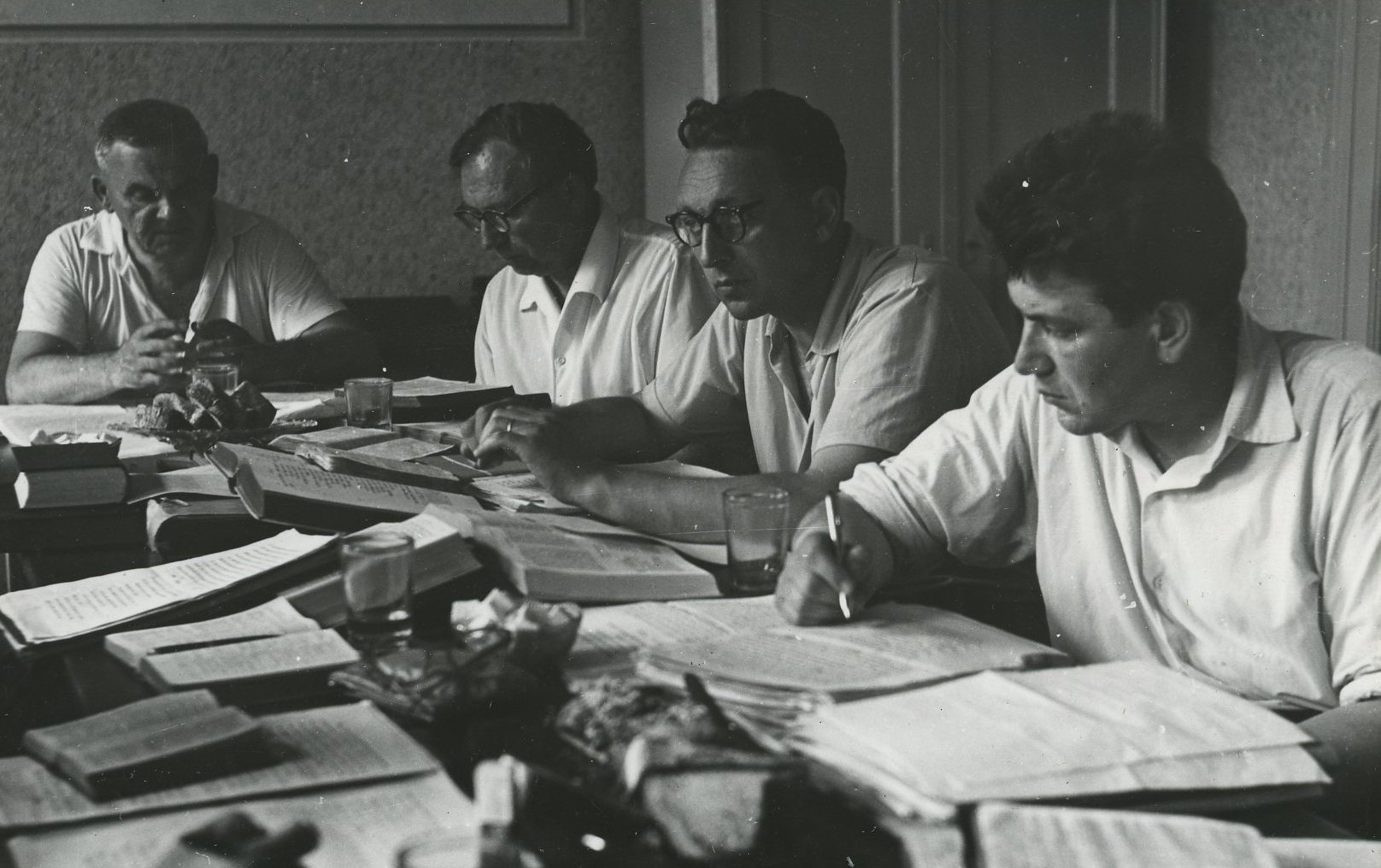
Autorzy przekładu przy pracy (1964)

Efektem pracy obu zespołów było wydanie jednotomowej Biblii w Czeskim Przekładzie Ekumenicznym w roku 1979. Ukazała się ona w czterechsetną rocznicę opublikowania pierwszego tomu Biblii kralickiej (1579). Od 1968 wydawano wielką edycję z komentarzami. Ostatni, szesnasty tom, ukazał się w roku 1984. W roku 1985 wydano tom „dodatkowy” zawierający apokryfy Starego Testamentu. Jednocześnie w latach 1979–1984 oba zespoły pracowały nad rewizją przekładu, czego skutkiem było wydanie w roku 1987 pierwszego jednotomowego wydania wraz z księgami deuterokanonicznymi Starego Testamentu zgodnie z kanonem katolickim. W latach 1998–2000 dokonano jeszcze niewielkiej rewizji tekstu. Od tego czasu ukazały się dziesiątki edycji całej Biblii (zarówno z kanonem protestanckim, jak również katolickim) lub też samego Nowego Testamentu.

## Przyjęcie
Kierujący zespołem tłumaczy Nowego Testamentu Petr Pokorný uznaje, że w porównaniu z innymi współczesnymi czeskimi przekładami ČEP ma język nieco bardziej potoczny od innych jednocześnie zaznaczając, że w Starym Testamencie położono większy nacisk na dosłowność niż w Nowym. Natomiast grupa tłumaczy NT większy nacisk kładła na komunikatywność poszczególnych zdań.
Josef Bartoň, profesor Uniwersytetu Karola w Pradze, uważa ČEP za przekład pod wieloma względami przełomowy. Wpłynęły na to celowo podjęta praca grupowa oraz międzywyznaniowy charakter grupy tłumaczy, wśród których znaleźli się autorzy o wysokich kwalifikacjach wykorzystujących osiągnięcia współczesnej teorii przekładu. Zespół tłumaczy Nowego Testamentu blisko współpracował z ekspertami United Bible Societies, wśród których był Eugene Albert Nida. Zespół ten tłumaczył metodą ekwiwalencji dynamicznej, równocześnie nawiązując do czeskiej tradycji translatologicznej Praskiego Koła Lingwistycznego. Nowy Testament Czeskiego Przekładu Ekumenicznego w znaczący sposób wpłynął na kształtowanie się nowoczesnego czeskiego stylu biblijnego. W krótkim czasie ČEP stał się najbardziej rozpowszechnionym ze współczesnych czeskich tłumaczeń Biblii. Dzięki akademickiemu wykształceniu autorów zyskał wysoki prestiż także w kręgach świeckich i jest powszechnie uważany za czeski tekst standardowy.